# Yunus Sarı
Yunus Sarı, né le 21 janvier 1991, est un taekwondoïste turc.

## Palmarès

### Championnats du monde
- Médaille d'argent  des -80 kg du Championnat du monde 2011 à Gyeongju, (Corée du Sud)

### Championnats d'Europe
- Médaille d'argent  des -80 kg du Championnat d'Europe 2016 à Montreux, (Suisse)

### Championnats d'Europe pour catégories olympiques
- Médaille d'or des -80 kg en 2015 à Naltchik (Russie)

### Jeux méditerranéens
- Médaille de bronze des moins de 80 kg aux Jeux méditerranéens de 2018 à Tarragone.
- Médaille de bronze des moins de 80 kg aux Jeux méditerranéens de 2013 à Mersin.